# Scaptodrosophila brunnea
Scaptodrosophila brunnea är en tvåvingeart som först beskrevs av Johannes Cornelis Hendrik de Meijere 1911.  Scaptodrosophila brunnea ingår i släktet Scaptodrosophila och familjen daggflugor.